# Одинокий ведмідь
Одинокий ведмідь (англ. Billy Lone Bear) — американський бойовик 1996 року.

## Сюжет
Поліцейський Біллі разслідує вбивство. Єдиний свідок, чарівна дівчина, під час допиту упізнала вбивцю, яким виявляється поліцейський. Біллі доведеться вступити в смертельну сутичку зі злочинцями, які пов'язані з ІРА, захищаючи не тільки свідка, а й себе.

## У ролях
| Актор          | Роль                     |
| -------------- | ------------------------ |
| Чарльз Неп'єр  |                          |
| Сонні Лендем   | Біллі «Одинокий ведмідь» |
| Френк Сталлоне |                          |
| Брайон Джеймс  | Волш                     |
| Крейг Глейзер  | юрист                    |
| Джонні Каракуч | Ді Джей нічного клубу    |